# John Konrads
Jānis "John" Konrads (Riga, 21 de maio de 1942 – 25 de abril de 2021) foi um nadador australiano, nascido na Letônia.
Foi recordista mundial dos 200 metros livres em 1958 e 1959; dos 400 metros livres entre 1958 e 1959, e entre 1960 e 1962; dos 800 metros livres entre 1958 e 1962; e dos 1500 metros livres entre 1958 e 1963. Disputou os Jogos Olímpicos de 1960, nos quais conquistou três medalhas, incluindo o ouro nos 1 500 metros livres. Foi introduzido ao International Swimming Hall of Fame em 1971, junto com a sua irmã Ilsa, e ao Sport Australia Hall of Fame em 1985.
Konrads morreu em 25 de abril de 2021, aos 78 anos de idade.